# Zizibee
Zizibee is een hoorspel van Sebastian Goy. Zizibä werd op 22 februari 1962 door de Hessischer Rundfunk uitgezonden. Jeroen Brouwers vertaalde het en de BRT zond het uit op zondag 18 januari 1970 op BRT 3 met een herhaling op donderdag 22 januari 1970 op BRT 1. De uitzenddatum van de NCRV is onbekend. Het hoorspel duurde 56 minuten.

## Rolbezetting
- Jef Burm (Konrad)
- Corry van der Linden (Amelie)
- Cees Pijpers (pa)
- Nora Boerman (ma)
- Marc Leemans (intendant)
- Gerard Vermeersch (Kaiser)
- Hetty Berger (winkelierster)
- Donald de Marcas (inspecteur)
- Paul van der Lek (dokter)

## Inhoud
Konrad, een jonge onderwijzer, wilde toneelspeler worden, maar werd afgewezen. Deze mislukking knaagt aan hem, temeer daar zijn geschiktheid voor het leraarsberoep ook niet boven elke twijfel verheven is, want zijn leerlingen maken het hem knap lastig. Bij de vertwijfelde zoektocht naar een uitweg neemt hij het beeld "vrij als een vogel" letterlijk... Zijn idée fixe doet hem weigeren te eten en hij doet vliegpogingen. Aanvankelijk lijkt het dat zijn vrouw hem voor het ergste zou kunnen behoeden, maar de wens om eindelijk vrij te zijn, is machtiger dan familiale banden. De val wordt hem veeleer bespaard door een voorzorgsmaatregel van de natuur, die de mens het ergste vaak slechts laat dromen...